# Martin Pierson
Pour les articles homonymes, voir Pierson.
Martin Pierson, né le 21 juin 1836 à Uruffe (Meurthe) et mort le 29 octobre 1900 à Vaucouleurs (Meuse), est un sculpteur et industriel français, fondateur de l'Union internationale artistique de Vaucouleurs.

## Biographie
Né le 21 juin 1836 à Uruffe, un village de la Meurthe (aujourd'hui en Meurthe-et-Moselle) situé à la limite de ce département avec celui de la Meuse et à 8 kilomètres de Vaucouleurs, Martin Pierson est le fils de Catherine Pierson, née Colas, et de Nicolas Pierson, qui exploitait une carrière dans les environs.
À l'âge de 13 ans, son père l'envoya se former auprès d'un architecte de Toul. Plus tard, un oncle l'emmena à Paris, où il poursuivit sa formation artistique en suivant les cours d'une école de modelage et en travaillant à l'exécution de monuments funéraires dans une entreprise du quartier de la Roquette. De retour à Uruffe, Pierson, admirateur de l'œuvre de Ligier Richier, se spécialisa dans la sculpture funéraire et religieuse avant de s'installer définitivement à Vaucouleurs, où il avait épousé, le 18 septembre 1860, Marie-Joséphine Fortier, fille d'un charcutier de cette ville.
Avec le temps, son atelier prit une telle ampleur qu'il fut obligé de le déménager plusieurs fois avant de fonder, en 1865, l'Institut catholique, une entreprise d'art sacré comparable à la Sainterie de Vendeuvre-sur-Barse.
En 1870, Pierson réalisa la statue colossale de l'Immaculée conception pour le clocher de la basilique Notre-Dame de Sion. Le visage de la vierge aurait eu pour modèle celui de la sœur de l'artiste, âgée de 19 ans. Irrémédiablement endommagée par la rupture d'un cordage lors de son installation sur le clocher, la statue dut être entièrement refondue avant d'être mise en place le 9 septembre 1871.
En 1881, affaibli par des problèmes de santé, Pierson souhaitait pérenniser l'école artistique qui s'était formée au sein des ateliers de l'Institut catholique. Il la transforma par conséquent en une société anonyme, l'Union internationale artistique, dont il assura la direction. Des milliers de statues, produites en série, de meubles liturgiques et de vitraux sortaient chaque année de ses ateliers, qui employaient 120 ouvriers en 1894, et de la fonderie de Tusey. Une succursale fut ouverte à Paris, au no 58 de la rue Bonaparte.
En 1883, Pierson obtint une médaille d'or à l'Exposition internationale d'Amsterdam, où l'Union internationale artistique avait présenté une crèche en carton pierre ainsi que des statues et un chemin de croix en terre cuite.
Martin Pierson était un catholique militant. En février 1903, il a ainsi réuni, sur ses propres deniers mais également auprès de ses ouvriers, une somme de 100 francs destinée à une souscription du journal La Croix contre les mesures gouvernementales prises à l'encontre des évêques qui avaient manifesté leur sympathie aux Assomptionnistes condamnés.
Âgé de 64 ans, Martin Pierson mourut d'une maladie cardiaque le 29 octobre 1900. Son fils Charles lui succéda à la tête de l'Union internationale artistique.